# .rw
.rw — национальный домен верхнего уровня для Руанды.